# Ritratto di Laura da Pola
Il Ritratto di Laura da Pola è un dipinto a olio su tela (90x75 cm) di Lorenzo Lotto, databile al 1543-1544 e conservato nella Pinacoteca di Brera a Milano. 

## Storia
L'opera è documentata nel libro contabile di Lotto come commissionata nell'aprile 1543 dal nobile trevigiano Febo Bettignoli da Brescia, in pendant col suo ritratto. I due ritratti furono consegnati l'anno successivo, con pagamenti che compresero anche l'invio di due pavoni d'oro in segno di particolare apprezzamento. Dopo la morte di Febo, nel 1547, i dipinti restarono agli eredi della moglie, finché la casata si estinse nell'Ottocento. Nel 1859 allora la Pinacoteca di Brera acquistò entrambe le tele. 

## Descrizione e stile
I ritratti degli anni quaranta di Lotto sono caratterizzati da un'austera sobrietà. Sebbene il ritratto della donna presenti una certa esuberanza, nel ricco ricamo dorato a rilievo della cuffia e della veste, nel delicato ventaglio di piume e nel drappo di velluto rosso dietro lo schienale del sedile, l'opera mostra un accordo cromatico prevalentemente impostato su colori smorzati e senza il ricorso alle complesse pose dei ritratti degli anni trenta (come il Ritratto di gentildonna nelle vesti di Lucrezia). 
La donna all'età del ritratto aveva circa vent'anni ed è ritratta tra tutti i simboli della sua nobiltà e ricchezza, indugiando, come si è detto, sui dettagli sfarzosi. Sullo sfondo scuro, animato da una tenda verde scostata, la donna sta seduta accanto a un inginocchiatoio, tenendo in mano un piccolo libro di preghiere e il ventaglio, e sembra nell'atto di alzarsi per andare incontro allo spettatore. Al collo porta un filo di preziose perle, mentre in vita ha una pesante catena d'oro.
Alcuni espedienti tecnici dimostrano un'anticipazione di motivi dell'ultima fase del pittore, come le rapide pennellate in alcuni punti che suggeriscono la consistenza delle superfici e il rifrangersi della luce, soprattutto in dettagli come il ventaglio e i ricami.